# Gorzyce (województwo śląskie)

Nieoficjalny herb wsi Gorzyce

Gorzyce (niem. Gorschütz) – wieś w Polsce położona w województwie śląskim, w powiecie wodzisławskim, siedziba gminy Gorzyce przy drodze krajowej nr 78.

## Historia
Dzieje Gorzyc ściśle były powiązane z dziejami odległego o około 10 km. miasta Wodzisławia i ziemi wodzisławskiej.
Najwcześniejsza datowana wzmianka o Gorzycach pochodzi z 1229 roku z w bulli papieża Grzegorza IX dla benedyktynów tynieckich, zatwierdzającej ich posiadłości w okolicy Orłowej, w tym wieś maiori Gorzice. Powstała w 1268 filia tegoż klasztoru w Orłowej posiadała pod koniec XIII wieku prawa do dochodów z tej wsi, która w 1278 r. występowała jako Goriz. Nazwa, funkcjonująca też jako Gorzyca, pochodzi od słów góra lub gorzeć i w tym drugim przypadku oznaczałaby osadę założoną na wygorzałym miejscu.
W 1869 roku urodził się tu Georg Graf von Arco, niemiecki naukowiec i wynalazca z dziedziny radiotelegrafii i radiofonii.
W okresie międzywojennym w miejscowości stacjonował komisariat Straży Granicznej i placówka II linii SG „Gorzyce”.
Podczas II wojny światowej w Gorzycach znajdował się Obóz niemiecki dla Polaków (Polenlager nr 168).
W latach 1945–1991 stacjonowała tu strażnica Wojsk Ochrony Pogranicza. Z dniem 16 maja 1991 roku strażnica została przejęta przez Straż Graniczną i funkcjonowała do października 1999 roku, kiedy to została rozformowana.
W latach 1954–1972 wieś należała i była siedzibą władz gromady Gorzyce. W latach 1975–1998 miejscowość administracyjnie należała do województwa katowickiego.

## Zabytki
- zespół pałacowy, ul. Zamkowa[9]
  - Pałac hrabiów d’Arco w Gorzycach, XVIII w.
  - Pałac myśliwski w Gorzycach, XIX w.
  - park angielski, XIX w.[10]

## Urodzeni
W Gorzycach żył i tworzył malarz Józef Sowada.